# 匈牙利國家美術館

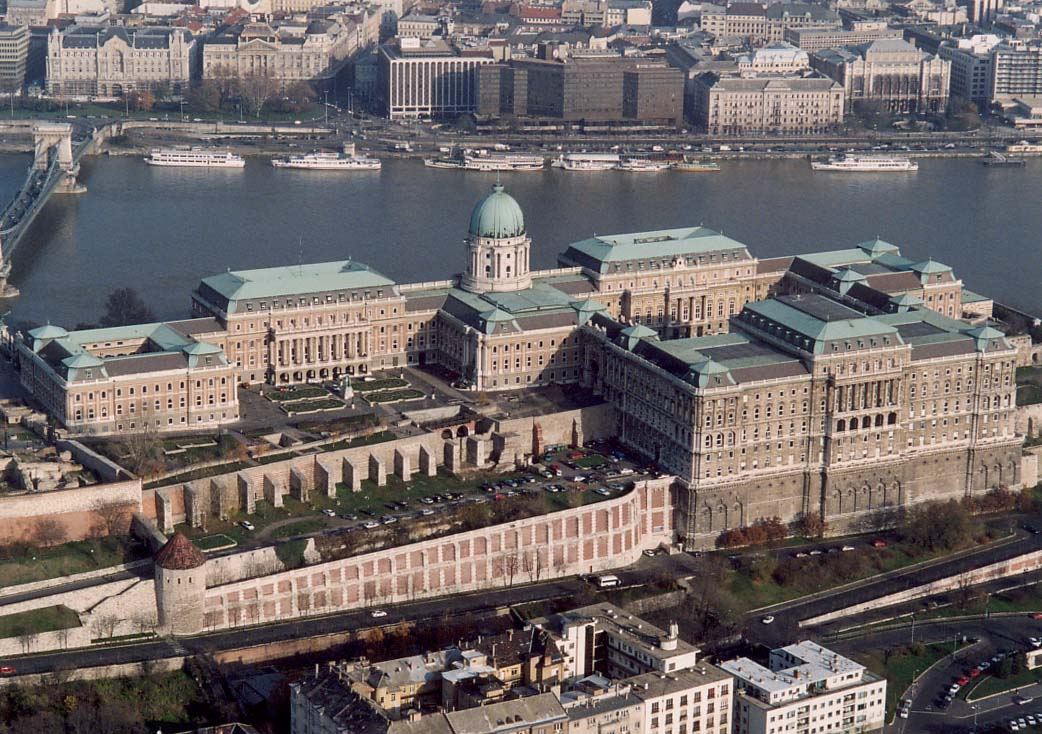

匈牙利國家美術館（匈牙利語：Magyar Nemzeti Galéria）是位於匈牙利首都布達佩斯布達城堡中的一座美術館，成立於1957年。其收藏的藏品遍布匈牙利美術各領域，也包括19世紀至20世紀活躍在西歐等地匈牙利美術家的作品。

## 外部連結
- （英文） Official website （页面存档备份，存于）

47°29′46″N 19°02′23″E / 47.49611°N 19.03972°E